# Johannes XXI
Johannes XXI, född Pedro Julião, även Pedro Hispano, omkring 1215 i Lissabon, Portugal, död 20 maj 1277 i Viterbo, var påve från den 8 september 1276 till sin död åtta månader senare, 20 maj 1277.
Det har aldrig funnits någon påve med namnet "Johannes XX". Anledningen till att Pedro Julião tog sig namnet "Johannes XXI" är förvirringen vid numreringen av de påvar som hetat Johannes under 900- och 1000-talen.

## Biografi
Pedro Julião föddes någon gång mellan 1210 och 1220, troligen i Lissabon. Han började sina studier vid Lissabons katedralskola, fortsatte vid universitetet i Paris (några historiker gör i stället gällande att det var i Montpellier). Han inriktade sina studier på medicin, teologi samt Aristoteles dialektik, logik, fysik och metafysik.
Från 1245 till 1250 kallades han Pedro Hispano (eftersom han kom från iberiska halvön, Hispania) och undervisade vid universitetet i Siena i medicin, där han skrev Summulae Logicales, en referensmanual över Aristoteles logik såsom den tillämpats vid universitet i Europa i över 300 år. Han blev känd som universitetslärare, och återvände sedan till Lissabon. Vid hovet runt kung Alfons III av Portugal i Guimarães var han rådgivare och talesman för kyrkofrågor, och senare blev han prior i Guimarães. Han försökte bli biskop av Lissabon, men misslyckades. I stället blev han föreståndare för skolan i Lissabon. Dessutom var han en framstående filosof som är upphovsman till den så kallade logiska fyrkanten.
Pedro blev livmedicus till påve Gregorius X. Denne påve utsåg honom år 1273 till kardinalbiskop av Frascati.
Efter påve Hadrianus V:s död valdes Pedro vid en konklav av kardinaler den 13 september 1276 till påve, och konsekrerades en vecka senare, med namnet Johannes XXI. Under sitt korta pontifikat försökte Johannes ändra ordningen vid påveval, driva igenom ett korståg samt försoning med de östliga kyrkorna, och upprätthålla freden mellan de kristna länderna. Han försökte genomföra att tartarerna kristnades, men av detta blev det inget resultat. Pontifikatet dominerades i stor utsträckning av den mäktige kardinal Giovanni Gaetano Orsini, som skulle efterträda honom som påve (Nicolaus III).
Påven lät uppföra en flygelbyggnad till sitt palats i Viterbo, men den var så dåligt byggd att medan han låg och sov rasade en del av taket ner på honom och han skadades svårt. Johannes XXI avled åtta dagar senare till följd av olyckan, den 20 maj 1277. Han begravdes i katedralen i Viterbo.
Thesaurus Pauperam, en av de mest utförliga receptböckerna för pre- och postcoital födelsekontroll, skrevs av en Peter av Spanien som ibland har identifierats med denne påve.